# Gary Glasberg
Gary Glasberg (New York, 15 luglio 1966 – Los Angeles, 28 settembre 2016) è stato uno scrittore e produttore televisivo statunitense, showrunner e produttore esecutivo della serie televisiva poliziesca NCIS - Unità anticrimine e ideatore e produttore esecutivo di NCIS: New Orleans.
Glasberg iniziò a lavorare come scrittore per serie animate come I Rugrats, Power Rangers, Duckman e Aaahh!!! Real Monsters. In seguito si orientò verso procedural drama tra cui Crossing Jordan, The $treet, The Evidence, Bones, Shark e The Mentalist.
Nel 2009 iniziò a lavorare a NCIS - Unità anticrimine, di cui a partire dal 2011 ebbe il ruolo di showrunner. Fu l'ideatore di NCIS: New Orleans, secondo spin-off della serie NCIS, che  debuttò nel 2014, di cui era anche produttore esecutivo. La sua casa di produzione è chiamata When Pigs Fly Incorporated.
Era sposato dal 1996 con la sceneggiatrice e produttrice televisiva Mimi Schmir, da cui ha avuto due figli. 

È morto nel sonno il 28 settembre 2016 a Los Angeles all'età di 50 anni.